# ديفيد روبنز
ديفيد روبنز (بالإنجليزية: David Robbins)‏ هو مصور وكاتب أمريكي، ولد في 1957.

## وصلات خارجية
- ديفيد روبنز على موقع IMDb (الإنجليزية)